# Arras Football

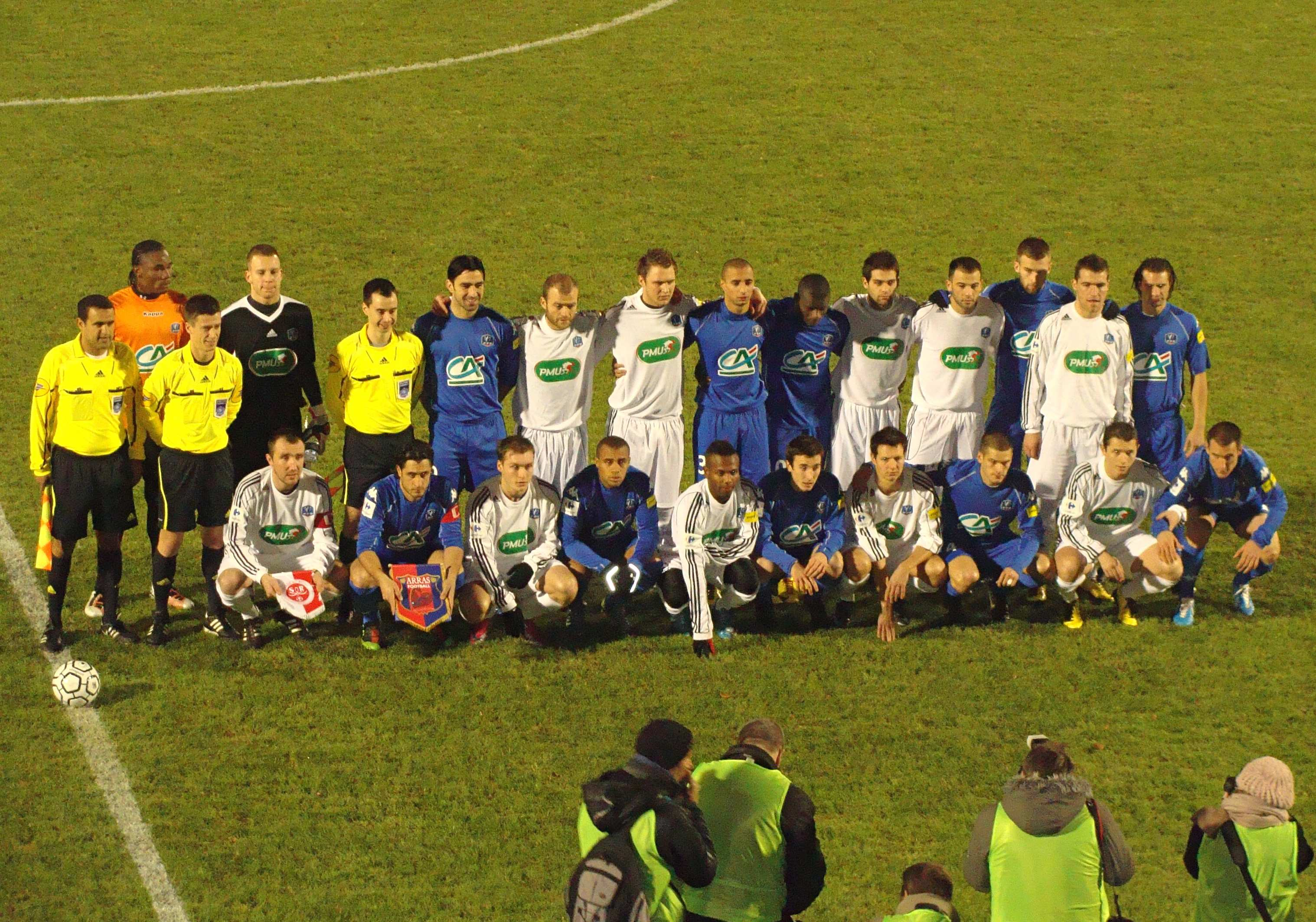
Arras ante el Reims por la Copa de Francia del 2010-2011.

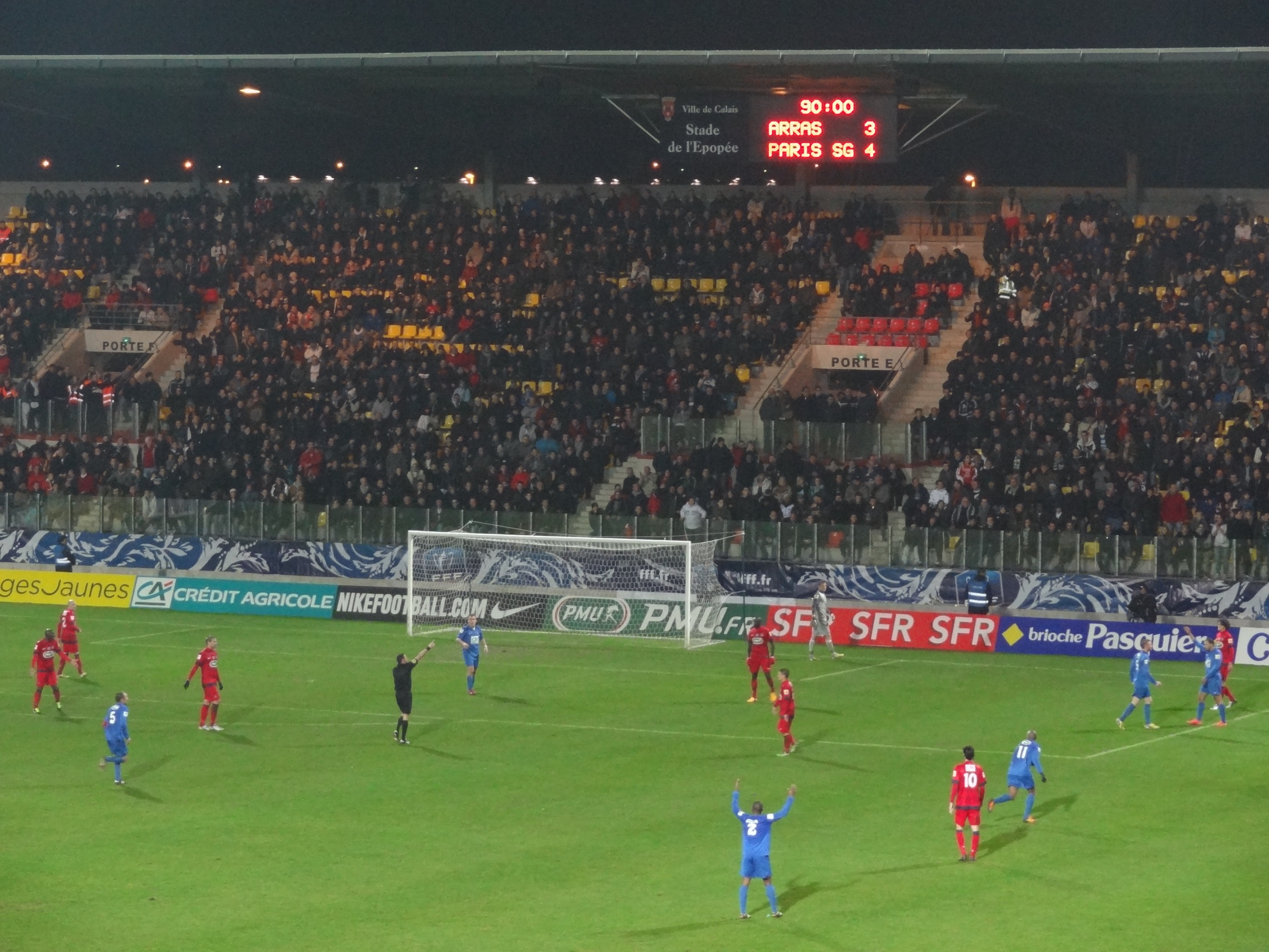
Arras - PSG por la Copa de Francia del 2012-2013.

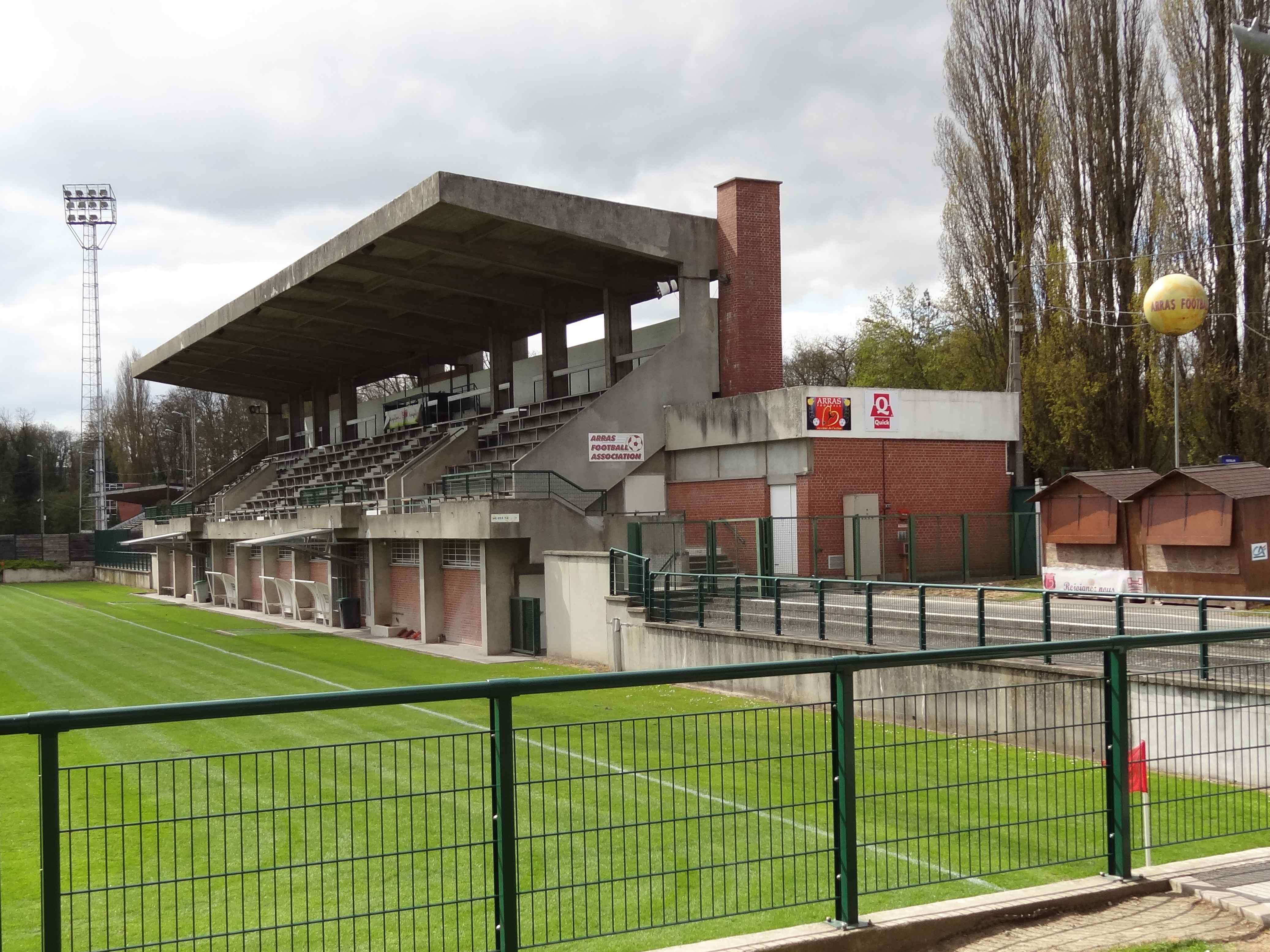
El Stade Degouve.

El Arras Football es un equipo de fútbol de Francia que juega en el Championnat National 3, la quinta liga de fútbol en importancia en el país.

## Historia
Fue fundado en el año 1901 en la ciudad de Arrás, en Pas-de-Calais con el nombre RC d'Arras, aunque como club de fútbol se formó en octubre de 1902 por estudiantes universitarios, entre ellos MM. Rousset y Ledieu. El club fue presidido por primera vez por G. Degouve. Ledieu padre ejerció como presidente de 1903 a 1910, y luego el abogado Paul Labbé asumió el cargo. Durante los primeros años, las actividades de la sección de fútbol se limitan a unos pocos partidos amistosos contra el club vecino Douai o el Amiens, mientras que el sector dominante es el de cross-country. Desde 1904, los aficionados del RCA diversifican sus actividades con los primeros partidos contra los equipos parisinos. En 1910 jugaron su primer partido contra un club inglés: el West London FC. El club alcanzó el campeonato de primera ronda de la Liga del Norte de la USFSA en 1912.

### 1936 debut profesional
Bajo el liderazgo del presidente Michel Brabant, el club funciona con un estatus profesional entre 1936 y 1939. El Arras entonces gana el título de campeón de D3 profesional en Francia en 1937 y ascendió a la D2 (2 temporadas en 1937-1938 - sexto de 16 en el grupo después de un 1.er lugar en la zona norte y desde 1938 hasta 1939 - 16 de 23). La experiencia termina con el estallido de la Segunda Guerra Mundial (en el campeonato de 1 ª División en 1939-40 en la Zona Norte - 5 de 10 en 1940/41 y 1941/42 en el grupo de la zona prohibida - 4 de cada 5 y 8 de 12). En 1949, el RCA es eliminado en los cuartos de final de la copa por el FC Metz. En 1972 en la fecha de la inauguración del estadio Degouve, el club llega a la 3 ª división, y permanecerá allí durante 8 años (quedó tercero en 1977/1978). Siguió cinco años en la D4 (en 81 y 82 y 86 a 88 - 6 º en 1986). Uno de sus jugadores destacados fue François Gomis, quien fue el anotador oficial para el equipo durante este período - 94 goles en 180 partidos desde 1973 hasta 1980. También destacó Jean-Claude Dutriaux (1972-1977).

### Campeonatos Regionales
Desde los años 1980, el club se ha estancado en los distintos niveles de campeonato regional (desde la Promoción Honor o División de Honor). Sin embargo, el año 1985, bajo la presidencia de Jean Honvault, el RC Arras con Fryddie Harabasz como entrenador logra acceder al nivel nacional (división 4), ya que termina campeón de DH de la Liga Norte. El máximo goleador del Arras fue Eric Caes, con 20 goles. Este equipo continuará durante tres años en este nivel.
Los nombres ilustres en este momento se incorporan al club fueron Hédoire Francis (ex Paris SG y RC Lens), Jean-Pierre Truqui (jugó en el Olympique de Marsella y US-Anzin Valenciennes), Joel Douillet y Eric Caes (ex US Noeux), Bronislaw Bula (ex Ruch Chorzów y FC Rouen), Bruno Zaremba (US-Anzin Valenciennes, FC Metz y USL Dunquerque), Zidzslaw Rozborski (jugó en el Widzew Lodz y Stade de Reims) y Jean-Marc Furlan (ex FC Girondins de Bordeaux, SC Bastia y Montpellier Hérault Sport Club).

### CFA 2
En la década de los años 2000 logra el título de la temporada 2003-2004 del campeonato de la División de Honor, por lo que el Racing Club de Arras cambia su nombre por el actual tras la fusión 1997 con la Unión de Arras Sports West y logra el ascenso al nivel nacional, en este caso el Championnat de France Amateur 2.
La temporada 2008-2009 se caracterizó por una buena racha en la Copa de Francia, ya que contó con la eliminación de su gran vecino del RC Lens en la séptima ronda de la Copa (ganó en los penaltis al Bollaert). Arras perdería en la Ronda de 32 frente al OGC Nice, de la Ligue 1 (1-3 tras la prórroga).
El club se mantuvo de nuevo en línea por no descender en las siguientes temporadas, pero sigue haciendo impresionantes resultados en la Copa de Francia, enfrentando oponentes tan prestigiosos como el Stade de Reims, SCO d'Angers y el PSG, quien lo eliminó en la ronda de 32 en 2013.

### CFA
Después de su victoria 5-4 en Grande-Synthe el 24 de mayo de 2014, la AFA asciende al CFA por primera vez en su historia.

## Palmarés
- CFA Grupo A: 1

2014
- D3 de Francia: 1

1937
- DH Nord Pas-de-Calais: 3

1972, 1985, 2003

## Jugadores

### Jugadores destacados
- Jeremy Georges